# 吞火

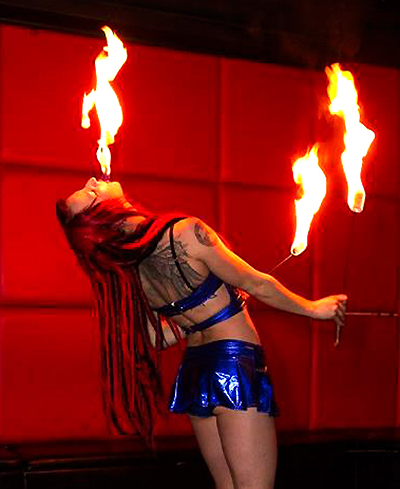
吞火

食火者是以表演將火種或正在燃燒的物件於口中的人，通常是街頭藝人或餘興表演者。
食火曾是印度苦行僧的常見表演項目，以顯其聖潔的意志。在1880年代後期，他成為標準的附屬表演，通常視為入門附屬表演者的技巧。
除了一些火的安全知識，以及一些物理學上的實用建議（例如熱空氣上升），食火的秘密實在不多。在表演者的嘴巴內，除了唾液之外，不會有冷焰或其他特殊物質。它是極為危險的動作，無受過專業訓練的人不應該做。